# Frea grisescens
Frea grisescens är en skalbaggsart som beskrevs av Aurivillius 1921. Frea grisescens ingår i släktet Frea och familjen långhorningar. Inga underarter finns listade i Catalogue of Life.